# رميعة
رميعة (الاسم العلمي Prionurus)، جنس أسماك بحرية عاشبة من شائكات الزعانف. أنواعها المعروفة قليلة العدد. اعطانها تمتد من بحار اليابان إلى أمريكا الجنوبية. اجسامها اهليلجية الشكل، مبططة، تطول من 15 إلى 20 سم. رؤوسها معتدلة القد، مخصورة الإخطام الصغيرة الناشزة. عيونها صغيرة رفيعة الارتكاز. زعانفها الظهرية مستطيلة، قليلة العرض. زعانفها الحوضية تتألف من منخس حاد وخمسة شعع. الشرجية تقابل الظهرية والذيلية مقعرة. اثوابها تراوح من السمرة الحنطية إلى السمرة السوداء يعلوها في جوانبها لطخ قاطبة صفراء اللون أو شقراء أو سمراء. قوتها الأعشاب البحرية. لحومها متوسطة الصنف، مأكولة.